# 韓ヨンス (放送人)
韓 ヨンス（ハン・ヨンス、朝鮮語: 한연수、1974年2月19日 - ）は、大韓民国の韓国放送公社 (KBS) 前 所属の気象キャスター。

## 学歴
- 1993年 〜 1997年、仁荷大学校 日語日本学科 学士 (1993学番)

## 経歴
- 1997年 〜 2007年、KBS 気象キャスター

| スタブアイコン | サブスタブ | この項目は、まだ閲覧者の調べものの参照としては役立たない、人物に関連した書きかけの項目です。この項目を加筆・訂正などしてくださる協力者を求めています（P:人物伝/PJ:人物伝）。 |